# Jurjevčani
Jurjevčani su naseljeno mjesto u Republici Hrvatskoj u Zagrebačkoj županiji.

## Zemljopis
Administrativno su u sastavu Jastrebarskog. Naselje se proteže na površini od 2,37 km².

## Stanovništvo
Prema popisu stanovništva iz 2001. godine Jurjevčani broje 108 stanovnika koji žive u 34 kućanstava. Gustoća naseljenosti iznosi 45,57 st./km².
| broj stanovnika | 194   | 203   | 255   | 288   | 268   | 274   | 223   | 236   | 212   | 197   | 193   | 183   | 151   | 126   | 108   | 99    | 79    |
|                 | 1857. | 1869. | 1880. | 1890. | 1900. | 1910. | 1921. | 1931. | 1948. | 1953. | 1961. | 1971. | 1981. | 1991. | 2001. | 2011. | 2021. |